# Jicchak ha-Levi Landau Segal
Jicchak ha-Levi Landau Segal (hebrejsky יצחק הלוי לנדא סג״ל‎, též známý jako Izák Landau Lewita, 1688–1767) byl krakovský vrchní rabín a roš ješiva mezi lety 1754 a 1769. Pohřben je na Starém židovském hřbitově Remu v Krakově-Kazimierzi.